# ミズキ
ミズキ（水木、学名: Cornus controversa var. controversa）はミズキ科ミズキ属の落葉高木。別名、クルマミズキ（車水木）。横に枝を伸ばし、階段状の樹形が特徴。葉は枝先に集まってつき、晩春に白い小花を密に咲かせる。庭木などに植えられるほか、こけし材としてもよく知られる。

## 名称
和名「ミズキ」は漢字で「水木」と書き、早春に地中から多くの水を吸い上げて、枝を切ると大量の水のような樹液が流れ出ることに由来し、「水の木」から転訛したとされる。別名ではクルマミズキ、ハシノキともよばれる。クルマミズキの別名は、枝が輪性状に分枝することによる。中国名は「燈臺樹」。

## 分布と生育環境
日本では、北海道、本州、四国、九州に分布し、日本国外では、朝鮮半島、台湾、中国からヒマラヤのアジア南部、南千島にまで分布する。山地や丘陵地に生え、日当たりのよい低山など各地で広く生育する。

## 形態
落葉広葉樹で最大樹高20メートル (m) 、胸高直径70センチメートル (cm) ほどになる高木だが、通常は樹高15m程度までの亜高木サイズが多い。
生長は極めて早く、樹齢が古いものはあまり見られない。樹形は通常は単幹直立し分枝する広葉樹らしいものであるが、着葉期の樹冠部は階段状で特徴的な形になる。これは枝が輪生し扇状に四方に広げるためである。
樹皮は灰色から汚灰色、縦筋が入る。ごく若い樹皮は暗赤褐色で、皮目が目立つ。一年枝は赤色から紅紫色で、はじめ細かい毛をもつが、のちに無毛になる。春先は樹液の吸い上げが甚だしく、樹皮を傷つけると多量の水があふれ出すのが特徴的である。樹皮の上に樹液の赤い筋ができることがあり、樹液に糖分を含んでおり、空気中の天然酵母が樹液中で繁殖して、違うカビ類が飛び込んでくるために赤くなる。
葉は枝先に集まって互生し、葉柄は長さ2 - 5 cm、葉身は長さ6 - 15 cmの広卵形から広楕円形で葉縁は全縁、先はとがる。葉の形はサクラと似ている。裏面はやや白色を帯びていて短い毛があり、弓形に曲がった5 - 9対の葉脈が隆起する。春の芽吹きは透明感のある緑色で、葉脈がよく目立つ。秋になると葉が赤色に紅葉する。ミズキの紅葉は、黄色から山吹色が基本で、しばしば部分的に赤色を帯び、赤紫色など、渋い色にも派手にも多様に変化し、このような紅葉する木は珍しいと評されている。よく似たクマミズキの葉は対生し、紅葉はミズキと似ている。
花期は晩春から初夏（5 - 6月）。新枝の先に散房花序を出して、直径7 - 8ミリメートル (mm) の白色の4弁花を多数咲かせ、よく目立つ。
果期は秋（10 - 11月）で、果実は核果、直径7 - 8 mmの球形ではじめ赤色で、のちに黒紫色に熟す。果実は野鳥、特にヒヨドリが集まって好んで食べる。
小枝の冬芽は二列互生であるが、一年生枝のものは螺旋を描くように付く。長さは7 - 12 mmの長卵形で先がやや丸く、芽鱗5 - 8枚に包まれる。枝先につく頂芽は濃紅色で、側芽はごく小さい。葉痕は上向きで小さく、維管束痕が3個ある。
根系は中大径の水平根型である。通気性の良い環境を好み、深部の嫌気的な土壌では根腐れしやすい。細根も深部には少なく表層に集中する。細根の分岐は多いが比較的太く、土壌保持力はそれほど高くない。
- 葉は互生する

## 利用
庭木や公園樹としてよく利用される。
道管の配置は散孔材、気乾比重は0.6程度、全体に黄白色で心材と辺材の境界は不明瞭である。
材としては白色で軟らかく緻密で、建築材や器具材のほか、薪炭材として利用される。材はこけし材としても有名で、木肌が美して割れにくいことから東北地方ではこけしがよく作られる。正月の祝箸を俗に柳箸というが、使われる材はヤナギではなく、本来はミズキの材で作られるもので、江戸時代中期から使われてきた。江戸に供給された箸材は奥多摩産のミズキで、植林も行われていたといわれる。

## 文化
アイヌは材を薄く削って作られたイナウを神への供物にし、祭事につかった。木肌が白いミズキのイナウは、天上界で銀に変わると信じられていた。アイヌがサケを捕るときに、頭を叩いて殺す棒もミズキが用いられるという。
落葉期の枝に繭玉を飾る地方もある。北海道の札幌では、冬に赤くなるミズキの枝を林の中から見つけてきて、稲の豊作を祈る正月の飾り物、繭玉をつける枝にした。ミズキが早春にたくさん水を吸い上げるころ、小枝の先は上を向くようになることから、繭玉作りのときに運が上向くことを願ってミズキの枝を使うのだという説もある。
花言葉は、「成熟した精神」「耐久」である。

## 下位分類
- タカネミズキ（高嶺水木） Swida controversa (Hemsl. ex Prain) Soják var. alpina (Wangerin) H.Hara ex Noshiro

本州の日本海側に分布し、多雪地帯の山地に生育する。低木で葉は円形。
- イシヅチミズキ（石鎚水木） Swida controversa (Hemsl. ex Prain) Soják var. shikokumontana (Hiyama) H.Hara ex Noshiro

四国に分布し、山地の高地に生育する。

## ミズキ属の植物
- クマノミズキ（熊野水木） Swida macrophylla (Wall.) Soják

本州（主に近畿以西）、四国、九州の山地に生え、葉は対生し卵状楕円形。